# 北海道道282号沼田妹背牛線

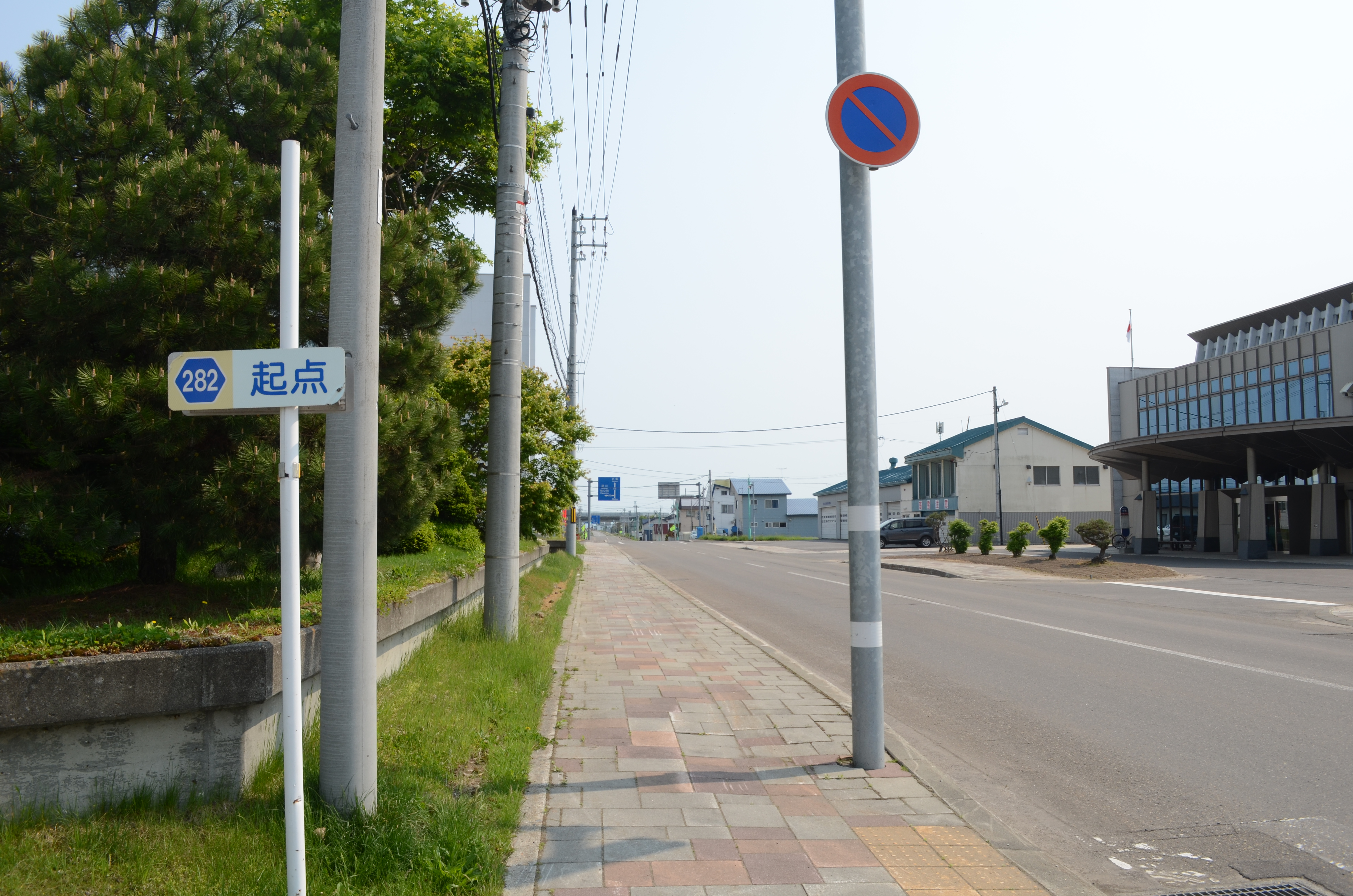
起点より南を望む（2025年5月）

北海道道282号沼田妹背牛線（ほっかいどうどう282ごう ぬまたもせうしせん）は、北海道雨竜郡沼田町と同郡妹背牛町を結ぶ一般道道（北海道道）である。

## 概要

### 路線データ
- 起点：北海道雨竜郡沼田町南1条3丁目（国道275号交点）
- 終点：北海道雨竜郡妹背牛町妹背牛（北海道道47号深川雨竜線交点）
- 路線延長：13.8 km（総延長）

## 歴史
- 1957年（昭和32年）7月25日 - 230号として路線認定[1]。
- 1994年（平成6年）10月1日 - 路線番号を282号に変更[2]。

## 路線状況

### 重複区間
- 雨竜郡秩父別町秩父別（国道233号）

### 道路施設
主な橋梁
- 沼田大橋（雨竜川）＝沼田町字旭町 - 秩父別町八条

## 地理

### 通過する自治体
- 空知総合振興局
  - 雨竜郡
    - 沼田町
    - 秩父別町
    - 妹背牛町

### 交差する道路
沼田町
- 国道275号 - 南1条3丁目（起点）
- 北海道道628号小藤沼田線 - 沼田
- 深川留萌自動車道 - 沼田（接続はしない）

秩父別町
- 国道233号
- 北海道道372号秩父別停車場線 - 秩父別

妹背牛町
- 北海道道47号深川雨竜線 - 妹背牛（終点）

### 沿線にある施設など
沼田町
- JR北海道 留萌本線 石狩沼田駅 - 北1条3丁目
- 沼田町役場 - 南1条3丁目6-53
- 沼田町図書館 - 南1条4丁目6-5

秩父別町
- 秩父別町役場 - 2条2丁目
- 秩父別町立秩父別小学校 - 2条2丁目

妹背牛町
- 妹背牛町役場 - 字妹背牛5200
- 妹背牛町立妹背牛中学校 - 字妹背牛252
- 妹背牛町民会館 - 字妹背牛247-2